# Platyla foliniana
Platyla foliniana is een slakkensoort uit de familie van de Aciculidae. De wetenschappelijke naam van de soort is voor het eerst geldig gepubliceerd in 1879 door G. Nevill.